# Île Hog (Malouines)
L'île Hog (en anglais, Hog Island; en espagnol, Isla Hog) est une des îles Malouines (en anglais, Falkland Islands; en espagnol, Islas Malvinas).
Elle est l'une des plus grandes îles de la baie Accaron de la Malouine orientale.

## Administration
Les îles sont administrées par le Royaume-Uni dans le cadre du Territoire britannique d'outre-mer des îles Falkland. Elle est revendiquée par la République argentine, qui en fait une partie du Département des îles de l'Atlantique Sud dans la province de Terre de Feu, Antarctique et îles de l'Atlantique sud.

## Historique
Pendant les événements d'août 1833 à Port Louis, à proximité, les membres survivants de la colonie de Luis Vernet cherchèrent refuge sur l'île voisine de Hog pour échapper au gang meurtrier d'Antonio Rivero, et ils envoyèrent régulièrement leur bateau à Long Island voisine pour se ravitailler en vivres.